# Smoleńsk (film)
Smoleńsk – polski dramat z elementami thrillera w reżyserii Antoniego Krauzego, produkowany od 2013 do 2016.

## Produkcja
Producentem filmu został Maciej Pawlicki, zaś środki na realizację produkcji pochodziły od sponsorów oraz darczyńców. Zbiórkę prowadziła Fundacja „Smoleńsk 2010”, odpowiedzialna za wspieranie realizacji oraz rozpowszechnienie filmu, zaś jej prezesem został Jan Polkowski. Nad scenariuszem filmu pracowali Marcin Wolski, Tomasz Łysiak, Maciej Pawlicki, Antoni Krauze. Autorem zdjęć został Michał Pakulski, kompozytorem muzyki Michał Lorenc, scenografię przygotował Michał Sulkiewicz, a kostiumy Małgorzata Gwiazdecka.
Przygotowania produkcyjne i personalno-techniczne trwały w 2012. Zdjęcia do filmu rozpoczęły się 10 kwietnia 2013 w Warszawie przed Pałacem Prezydenckim. W tym samym miesiącu kręcono zdjęcia na powojskowym lotnisku Biała Podlaska stanowiącym fabularnie lotnisko wojskowe Smoleńsk-Siewiernyj. Łącznie od 2013 do 2014 zrealizowano przez 5 dni zdjęcia uciekające. Główny okres zdjęciowy rozpoczęto 24 lutego 2015 i do 18 marca 2015 zrealizowano 17 dni zdjęciowych. Dalsze plenery były realizowane także w Dęblinie oraz zaplanowano kręcenie filmu w Chicago w kwietniu 2015, wraz z zakończeniem dni zdjęciowych 20 kwietnia 2015. Zdjęcia do filmu zakończono w maju 2015.
Od kwietnia do sierpnia 2014 prowadzono zbiórkę publiczną w celu sfinansowania wstępnych prac związanych z produkcją filmu (wyniosła ok. 860 tys. zł). Do końca 2014 zrealizowano 5 dni zdjęciowych, stanowiących ok. 15% planu; wówczas wyznaczono nowy termin premiery filmu na październik 2015 i wznowiono zbiórkę publiczną celem zgromadzenia brakujących 3 mln na budżet filmu, opiewający na ok. 9,6 mln zł.
Pierwotnie w zamierzeniu twórców film miał mieć premierę 10 kwietnia 2014. Do listopada 2013 twórcy zrealizowali cztery dni zdjęciowe; w tym czasie zwrócili się do Polskiego Instytutu Sztuki Filmowej z wnioskiem o dotację połowy budżetu filmu, szacowanego na ok. 10 mln zł. W styczniu 2014 film otrzymał rekomendację od komisji eksperckich PISF I etapu. W ramach II etapu procedury komisja na posiedzeniu tzw. „liderów” w składzie: Sławomir Fabicki, Anna Kazejak, Grzegorz Łoszewski, Jerzy Skolimowski, Jerzy Stuhr i Sylwester Chęciński w drodze głosowania odrzuciła wniosek o dofinansowanie produkcji filmu. Kolejną datę premiery filmu wyznaczono na październik 2014. Ten termin także nie został dotrzymany. Prace nad ukończeniem filmu trwały do 2015. 26 października 2015 odbył się pokaz roboczej wersji filmu. Data oficjalnej premiery została przesunięta na marzec 2016. Na początku marca 2016 dystrybutor Kino Świat poinformował o ustaleniu daty premiery filmu na dzień 15 kwietnia 2016, po czym pod koniec marca 2016 anulowano ten termin i ponownie odsunięto czas premiery na nieokreślony czas. Na początku sierpnia 2016 opublikowany został kolejny zwiastun filmu i wyznaczona ostateczna data premiery na dzień 9 września 2016. Uroczysta prapremiera odbyła się 5 września 2016 w Teatrze Wielkim w Warszawie.

## Fabuła

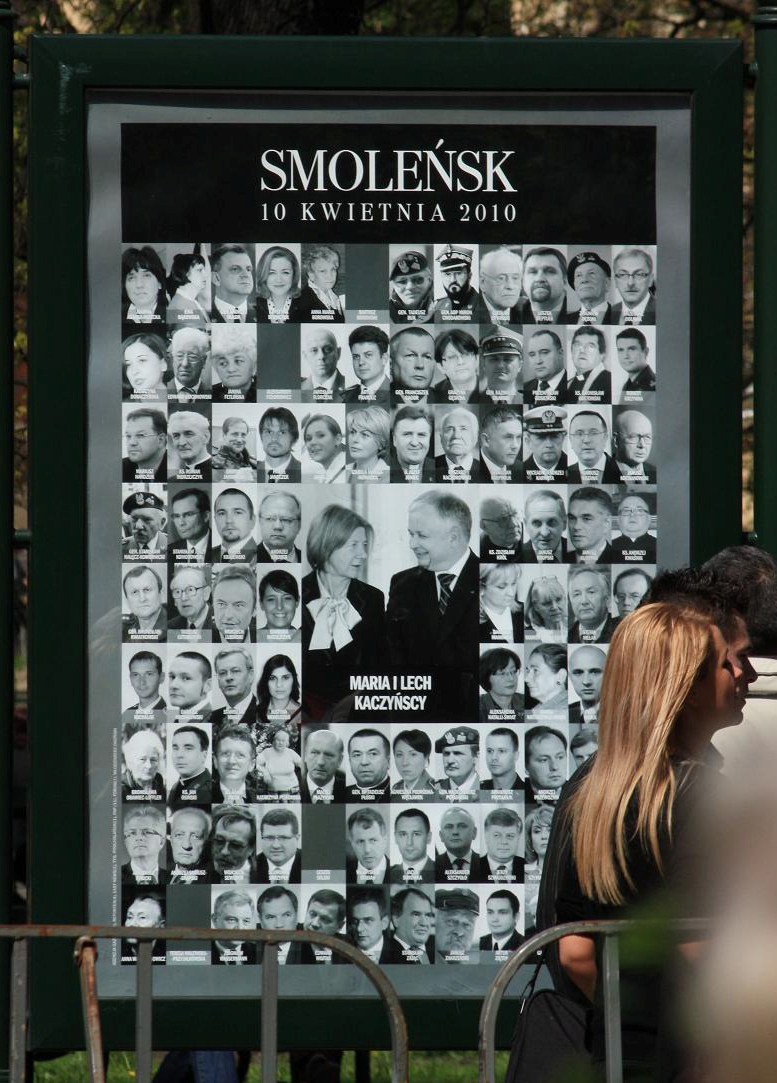
Prezydent Lech Kaczyński i ofiary tragedii

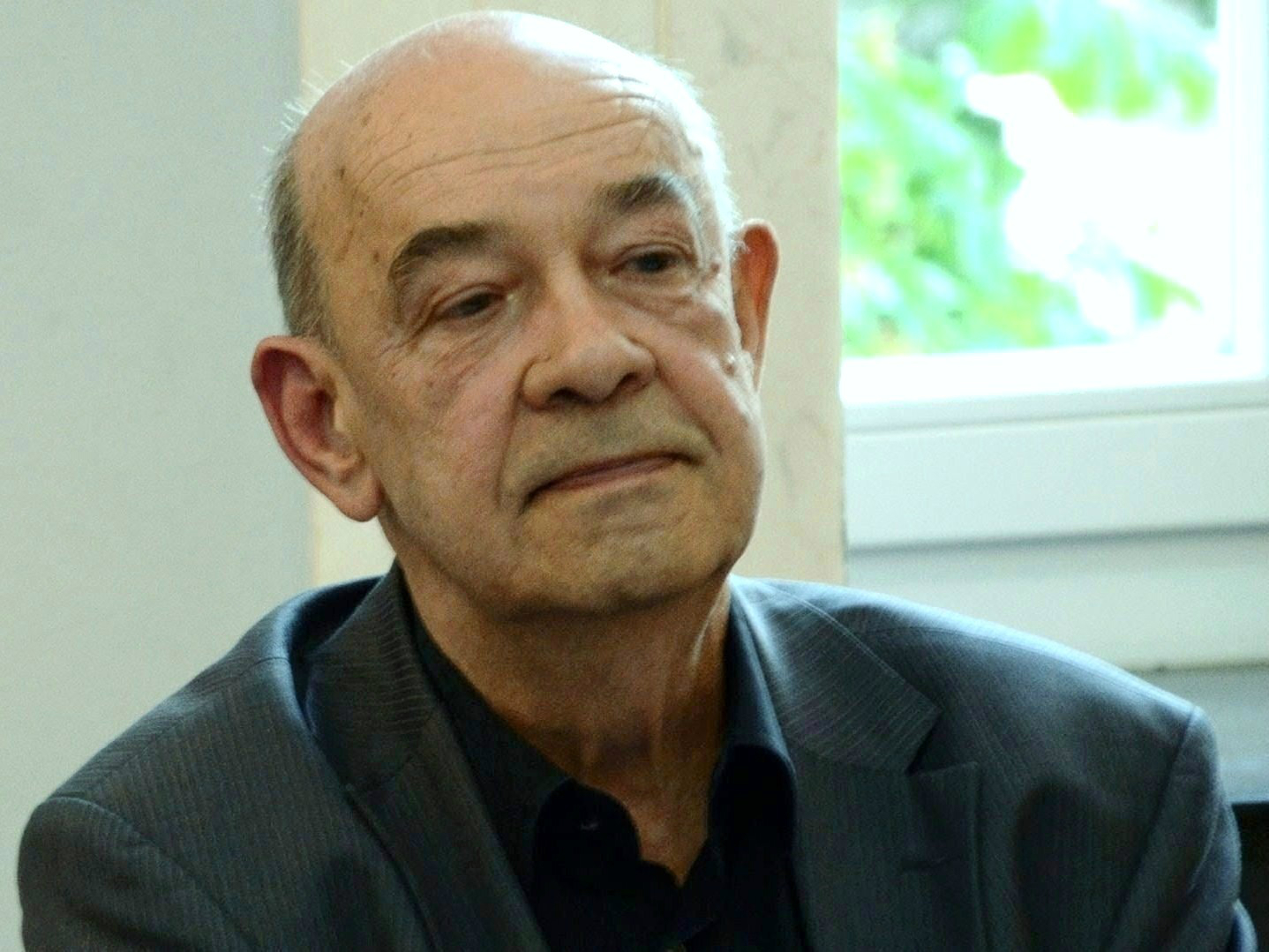
Reżyser filmu Antoni Krauze

Fabuła filmu odnosi się do katastrofy wojskowego samolotu Tu-154M 10 kwietnia 2010 w Smoleńsku i w zamierzeniu twórców ma przedstawiać historię osób skupionych wokół tego wydarzenia, których dotknęła tragedia. Bohaterką fabularną jest dziennikarka Nina (pierwotnie o imieniu Ewa), która prowadzi samodzielnie działania ukierunkowane na poznanie prawdy o katastrofie. Początkowo Nina jest sceptyczna wobec teorii o zamachu, uważa ją za godną pożałowania. Jej postawa zmienia się jednak w trakcie akcji za sprawą przeprowadzonych wywiadów z członkami rodzin ofiar katastrofy. Rozmawia m.in. z wdową po gen. Andrzeju Błasiku oraz rodzicami jednego z pilotów. W czasie gdy Nina zaczyna w swoich materiałach podnosić kwestie poruszane przez zwolenników teorii zamachu jej przełożony karci ją i każe jej nie poruszać takich kwestii w swoich relacjach. Nina jeszcze bardziej utwierdza się w przekonaniu o spisku po tym jak zostaje oszukana w sprawie rzekomej kłótni gen. Błasika z załogą przed startem samolotu. Nina twierdzi na antenie „TVM-SAT”, że „dotarła do wiarygodnych świadków”. Później okazuje się jednak, że kłótnia nie miała miejsca.
Po opublikowaniu polskiej ekspertyzy ws. katastrofy operator kamery będący bliskim przyjacielem Niny stwierdza, że założenia przyjęte w tej ekspertyzie są irracjonalne. W dalszej części Nina dowiaduje się o śmierci kluczowych świadków w sprawie katastrofy. Według filmu wszyscy zginęli śmiercią samobójczą w odosobnionych miejscach. Nina spotyka się także z prawicową dziennikarką, a także wyjeżdża do Chicago na spotkanie z amerykańskimi dziennikarzami. W trakcie pobytu w USA bierze udział w spotkaniu Klubu Gazety Polskiej w trakcie którego poznaje inne osoby wierzące w teorię zamachu. Wtedy też dowiaduje się o możliwości istnienia wybuchu na pokładzie Tupolewa. Nina nie dochodzi jednak do tego, kto jest odpowiedzialny za katastrofę, czy też w jaki sposób w samolocie znalazły się ładunki wybuchowe.
O wyniku śledztwa dziennikarki widz może się jedynie domyślać na podstawie urywków z lotu z 10 kwietnia, które są pokazywane w trakcie drugiej połowy filmu. Widać na nich start samolotu, rozmowy pilotów i zachowania pasażerów. W krytycznym momencie pilot próbuje poderwać maszynę, jednak nie reaguje ona na polecenia pilota, a na skrzydle dochodzi do wybuchu. Dalsza animacja pokazuje kolejne wybuchy i sam moment uderzenia samolotu w ziemię. W następnej scenie duchy ofiar Katynia salutują przed duchem Prezydenta i jego małżonki.
Zakończenie filmu stanowi widok manifestujących na Krakowskim Przedmieściu w Warszawie zwolenników teorii zamachu.

## Obsada

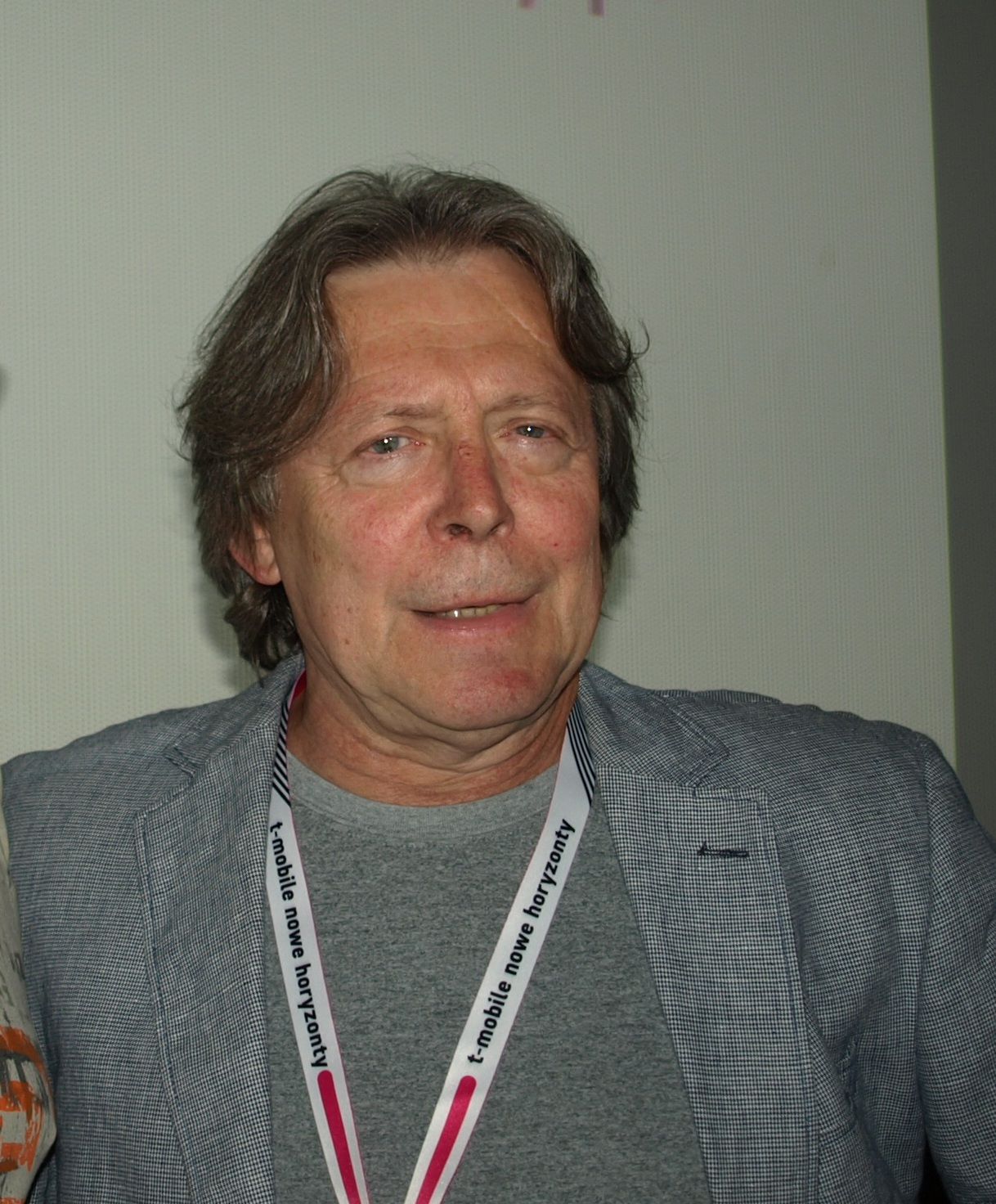
Lech Łotocki grający prezydenta Lecha Kaczyńskiego

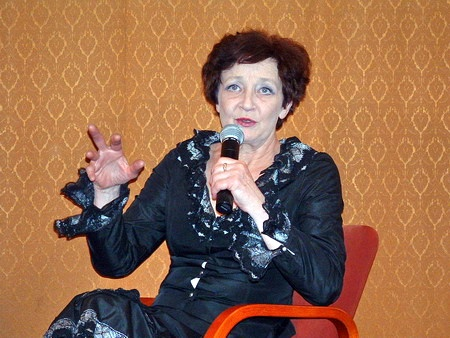
Ewa Dałkowska odtwarzająca rolę Marii Kaczyńskiej

W filmie pojawiają się zarówno fikcyjne postacie, jak i osoby rzeczywiste. Pierwszą obsadzoną rolą osoby rzeczywistej była postać pierwszej damy RP, Marii Kaczyńskiej, w którą wcieliła się Ewa Dałkowska. W grudniu 2013 poinformowano, że rolę Lecha Kaczyńskiego zagra Lech Łotocki. W styczniu 2014 reżyser poinformował o dalszych kreacjach aktorskich, w tym głównej bohaterki filmu, w postać której wcieliła się Beata Fido.
| - Beata Fido – dziennikarka Nina - Maciej Półtorak – Mateusz, operator kamery - Redbad Klynstra-Komarnicki – redaktor - Halina Łabonarska – matka Niny - Maciej Góraj – ojciec Niny - Lech Łotocki – prezydent RP Lech Kaczyński - Ewa Dałkowska – Pierwsza Dama Maria Kaczyńska - Robert Dudzik – por. Artur Wosztyl, pilot samolotu Jak-40 - Piotr Makarski – por. Rafał Kowaleczko, II pilot samolotu Jak-40 - Tomasz Radawiec – chor. Remigiusz Muś, technik pokładowy samolotu Jak-40 - Blanka Kaczorowska – Aneta Żulińska, stewardesa w samolocie Jak-40 - Jerzy Zelnik – dyplomata (Tomasz Turowski) - Katarzyna Łaniewska – Anna Walentynowicz - Witold Żaboklicki – gen. Andrzej Błasik - Aldona Struzik – Ewa Błasik, wdowa po gen. Andrzeju Błasiku - Maciej Brzoska – dowódca Tu-154 - Mirosława Marcheluk – matka dowódcy Tu-154 - Ryszard Mróz – ojciec dowódcy Tu-154 - Alżbeta Lenska – Barbara Maciejczyk, stewardesa samolotu Tu-154 - Małgorzata Maślanka – żona technika pokładowego samolotu Jak-40 - Antonina Krajewska – córka technika pokładowego samolotu Jak-40 - Matylda Krajewska – córka technika pokładowego samolotu Jak-40 - Marta Alaborska – krewna ofiary katastrofy - Katarzyna Baranowska – krewna ofiary katastrofy - Maria Gładkowska – krewna ofiary katastrofy - Dagmara Siemińska – krewna ofiary katastrofy - Michał Kula – krewny ofiary katastrofy - Wojciech Czerwiński – krewny ofiary katastrofy - Krzysztof Zakrzewski – krewny ofiary katastrofy - Hovhannes Aleksanyan – pułkownik Nikołaj Krasnokucki - Marek Probosz – przyjaciel ojca Niny - Anna Samusionek – prawicowa dziennikarka - Marek Bukowski – doświadczony pilot - Andrzej Mastalerz – nieznajomy - Piotr Bajor – szef gabinetu prezydenta (Maciej Łopiński) |  | - Dominika Figurska – wdowa smoleńska - Ilja Zmiejew – kontroler z wieży lotniska w Smoleńsku - Anna Lucińska – dziennikarka - Wojciech Żołądkowicz – ekspert TVM-SAT - Marcin Krawczyk – dziennikarz TVM-SAT - Władysław Minkiewicz – autorytet - Cezary Poks – historyk - Ryan Pasko – dziennikarz z Chicago - Jason Theriault – dziennikarz amerykański - John Weisgerber – dziennikarz amerykański - Randall Galera – dziennikarz amerykański - Hanna Bieniuszewicz – kobieta z klubu w Chicago - Krzysztof Tchórzewski – operator tv - Żanna Gierasimowa – Rosjanka w Smoleńsku - Wołodymyr Priadko – Rosjanin - Tomasz Domagała – rosyjski prokurator - Andrzej Żółkiewski – generał komandos - Karol Piotr Zapała – oficer ABW - Artur Bulski – obrońca krzyża - Michał Filipiak – prowodyr napastników - Marek Grabowski – sprzedawca kwiatów - Jakub Wieczorek – ambasador Gruzji - Hubert Zduniak – prezydent Gruzji (Micheil Saakaszwili) - Andrzej Glazer – przyjaciel matki Niny - Witold Żaboklicki – generał lotnictwa - Weronika Jaskółka – córka generała lotnictwa - Kamil Mrożek – syn generała lotnictwa - Kacper Anuszewski – adiutant generała lotnictwa - Michał Chorosiński – kierowca generała lotnictwa - Michał Rudnik – szef protokołu dyplomatycznego - Wiesław Chrząszcz – ksiądz na pogrzebie - Ryszard Jabłoński - Leszek Długosz - Wojciech Drozdowicz - Jan Pietrzak |

## Odbiór
Film spotkał się ze strony recenzentów z krytyką określaną jako miażdżąca. Najczęstszymi zarzutami krytyków wobec filmu były: chaotyczny scenariusz i montaż, słaba gra aktorska, kiepsko napisane role postaci oraz propagandowy charakter. Na początku lutego 2017 film znalazł się w pierwszej setce najgorzej ocenianych produkcji kinowych w serwisie IMDb. W trakcie drugiego weekendu kwietnia 2021, film znalazł się na pierwszym miejscu wśród najgorszych filmów świata serwisu IMDb. Pozycja filmu jest efektem głosowania internautów, zwołanych do akcji oddawania głosów przez internetowy "Tygodnik Nie". Średnia ocena filmu w agregatorze Mediakrytyk wynosi 2.8/10 na podstawie 33 recenzji. Wbrew oczekiwaniom producentów w premierowy weekend film osiągnął przeciętny wynik, przyciągając do kin niecałe 108 tysięcy widzów, co przełożyło się na 18. najlepsze otwarcie 2016 roku w polskich kinach. Podczas 41. edycji Festiwalu Filmowego w Gdyni zorganizowany został specjalny, pozakonkursowy pokaz Smoleńska. 1 kwietnia 2017 otrzymał siedem Węży, w tym Wielkiego Węża w kategorii najgorszy film roku – „za powrót do kina socrealistycznego w jego najczystszej postaci (tylko z odwróconymi biegunami)”, a także w kategoriach najgorsza reżyseria, żenujący film na ważny temat, najgorszy scenariusz, najgorsza rola żeńska, najgorszy duet na ekranie i najbardziej żenująca scena. W 2021 film w serwisie IMDb miał ocenę 1,1 (w skali od 1 do 10) na podstawie ponad 34 000 ocen.